# Березовець Тарас Валерійович
Тара́с Вале́рійович Березове́ць (нар. 1 березня 1975 Керч, УРСР) — український політтехнолог, журналіст, майор 1-шої окремої бригади спеціального призначення ім. Івана Богуна. Директор компанії персонального та стратегічного консалтингу «Berta Communications». Член «UK-Ukraine Partnership Network» (2004) та Незалежної медіа-профспілки України (2006).

## Життєпис
Народився 1 березня 1975 року в Керчі, Кримська область.
У 1982—1987 роках навчався у середній школі № 12.
У 1992 році закінчив школу-гімназію № 3 ім. В. Г. Короленка у м. Керч.
Закінчив Київський університет ім. Т. Шевченка, факультет журналістики у 1997 році.
У 2003 році закінчив з відзнакою Королівський коледж оборонних наук у Лондоні.
Закінчив у 2004 році Кінгс-коледж Лондонського університету, магістр міжнародних відносин.
Вільно володіє українською, російською, польською та англійською мовами.

### Кар'єра
Починаючи з 1994 року, брав участь як політтехнолог і керівник більш ніж у 30 виборчих кампаніях і політичних проектах. Керівник агітаційного напрямку регіонального штабу в президентській кампанії 1994 року.
Працював прес-секретарем постійного представника президента України у Верховній Раді Романа Безсмертного з лютого 1997 по червень 1998 року. Був старшим консультантом Національного інституту українсько-російських відносин при РНБО з червня 1998 по вересень 1999 року. Березовець працював головним консультантом Управління зовнішньополітичної безпеки Ради національної безпеки і оборони з вересня 1999 по листопад 2002 року.
З березня 2004 по березень 2005 року — держексперт Управління зовнішньополітичної безпеки Ради національної безпеки і оборони. У 2000—2002 роках член міжвідомчої групи Секретарів рад безпеки України, Росії, Польщі та Білорусі.
З березня 2005 по лютий 2007 року був директором департаменту політконсалтінгу «Martin group», керівником агітаційного і PR напряму в регіональному штабі. Керівник трьох регіональних кампаній на виборах мерів та до місцевих рад.
У червні 2006 року став шеф-редактор аналітичного проекту «Polittech». З лютого 2007 по червень 2010 року — директор PR-групи «Polittech».
У червні 2010 року створив і очолив компанію персонального та стратегічного консалтингу «Berta Communications».
З 2011 року Березовець є національним координатором в Україні програми «John Smith Memorial Trust Programme». Викладає практику політичного PR та політичних технологій у низці українських та європейських навчальних закладів.
У липні 2014 року створив і очолив Київське урбаністичне бюро (КУБ). Після анексії українського Криму Російською Федерацією, активно висловив свою громадянську позицію проти окупації. У грудні 2014 року започаткував ініціативу Free Crimea, покликану інформувати про порушення прав людини у Криму. З липня 2015 року — голова ГО «Фонд національних стратегій». У травні 2016 року став співзасновником think tank Український інстутут майбутнього разом з 5 іншими провідними политиками та експертами. З червня 2017 року Т.Березовець став ведучим телеканалу «Прямий», де є автором та ведучим щоденної програми «Ситуація» та «The Week» разом з американським експертом Пітером Залмаєвим.
Протягом декількох років співпрацював з Блоком Юлії Тимошенко. Преса писала про його зближення з Андрієм Клюєвим.
Тарас Березовець прихильник вступу України в НАТО та Євросоюз.
Під час повномасштабного вторгнення Росії в Україну долучився до ЗСУ. Майор 1-шої окремої бригади спеціального призначення ім. Івана Богуна, позивний «Tarantino.

## Інтереси та захоплення
Професійні інтереси — зовнішня політика, іміджмейкінг, політична реклама, теорія пропаганди. Захоплюється айкідо, давньоримською історією, нумізматикою, любить подорожувати. У 2017 році Березовець увійшов до рейтингу 50 найбільш стильних чоловіків України за версією журналу Elle [Архівовано 28 вересня 2020 у Wayback Machine.].

## Доробок
Видав монографію «Політична реклама та проблема Формування іміджу політичного лідера в Україні» (2002), є автором дослідження «A controlled media environment. The propagandist component of counter-terrorist operation after 9/11 in the media of leading countries of the coalition» (2003, Велика Британія) та практичного посібника «Політичний консалтинг в Україні» (2005). У вересні 2015 року у видавництві «Брайт Стар Паблішинг» вийде його книга «Анексія: Острів Крим. Хроніки „гібридної війни“», яка вперше буде презентована 11 вересня 2015 року на Львівському книжковому форумі.

## Нагороди
- Ювілейна медаль «25 років незалежності України» (2016)[10]